# Maccabi Los Angeles
Az 1971-ben alakult Maccabi Los Angeles (héberül: מכבי לוס אנג'לס, MAH-KAH-Bee) egy megszűnt amerikai labdarúgócsapat, melynek székhelye Los Angeles volt.
Az együttes a Greater Los Angeles Soccer League tagjaként két alkalommal végzett az élen a bajnoki küzdelmek során, míg a National Challenge Cup történetében öt győzelemmel, holtversenyben áll az öröktabella élén a Bethlehem Steel csapatával.

## Története
A csapatot egy csoport izraeli bevándorló alapította hétvégi időtöltés céljából. 1971-ben, kiegészülve néhány korábbi izraeli válogatott játékossal beneveztek a GLASL városi bajnokságába, ahol hamar versenyképessé váltak és 1977-ben, valamint 1978-ban is első helyen végeztek.
Az 1978-as US Open Cup fináléját East Rutherfordban, a Giants Stadionban, 30 000 néző előtt játszotta a Connecticuti Bridgeport Vasco da Gama-val.
A mérkőzésen hosszabbításban bizonyult jobbnak a Maccabi 2-0 arányban.

## Sikerei
- 2-szeres GLASL bajnok: 1977, 1978
- 5-szörös National Challenge Cup győztes: 1973, 1975, 1977, 1978, 1981

## Híres játékosok
| - Eric Braeden - Yarone Schmitman - Eli Marmur - Chon Miranda - Manuel Mena - Guy Newman - Eduardo Chantre | - Leo Kulinczenko - Joseph Mizrahi - Abraham Cohen - Toni Moran - Ramon Sandounh - Meir Segal - Carlos Roveri | - Izhar Mozik - Benny Binshtok - Peter Gonzales - Ole Mikkelsen - Tony Douglas - Dan Ben Dror - Russell Hulse |